# Renaud Hantson
 (juillet 2021).
Renaud Hantson, né le 29 mars 1963, est un chanteur, batteur, auteur, compositeur et interprète français.
Il obtient un prix d’excellence de batterie à seize ans en sortant du conservatoire. Sa pratique de l’instrument s'inspire souvent de Phil Collins.
Influencé par des artistes comme Jimi Hendrix, Deep Purple, Led Zeppelin, Judas Priest, Thin Lizzy, Phil Lynott, Marc Bolan, John Martyn, sa carrière commence au sein du groupe de Heavy métal, les Satan Jokers, groupe qu'il forme en 1983 et dont il est batteur et chanteur.
Il démarre une carrière en solo en 1986 dans le registre de la variété française, influencé également par Joe Cocker ou encore son mentor Michel Berger, qui le repère pour sa voix.
Il participe ainsi aux deux opéras rock de Michel Berger et Luc Plamondon : Starmania de 1988 à 1990 et La Légende de Jimmy de 1990 à 1991, et fait également partie de la 2e troupe française de Notre- Dame de Paris de 1999 à 2001 de Richard Cocciante et Luc Plamondon.
Il est aussi membre des formations Furious Zoo, Judas Feast et Superhuit Liveband.
Il est parrain de l'association Ensemble contre la sclérose en plaques.

## Biographie
(mars 2015).

### Les débuts solo (1987/1999)
Après un premier album solo au succès modeste sorti en 1987, Michel Berger et Luc Plamondon lui donnent sa chance pour endosser, l'année suivante, le rôle de « Ziggy » dans la seconde version de l'opéra rock Starmania, en 1988. Il campera également le rôle de « Johnny Roquefort » dans les représentations suivantes, en remplacement de Norman Groulx.
C'est aussi en 1988 que sort son second album solo, Briseur de cœurs, qui rencontre le succès avec deux titres en particulier : Voyeur et C’est du sirop.
En 1990, Renaud Hantson est de nouveau appelé par le tandem Berger/Plamondon, cette fois pour assurer le rôle-titre de La Légende de Jimmy pour les représentations françaises, tandis que Bruno Pelletier reprend le rôle à Montréal. La même année, il sort l'album Petit Homme, dont le single du même nom ainsi que Jimi, Jimi, dédié à Jimi Hendrix, connaissent un succès radio.
L'album A.M.O.U.R., sorti en 1992, marque une première collaboration d'Hantson avec Andy Scott. Quoique l'album ne marque pas la postérité, cette expérience est réitérée pour l'album Des plaies et des bosses, sorti en 1994 et dont le titre Apprendre à vivre sans toi permet à l'artiste de renouer avec le grand public. Pour cet album, il invite France Gall pour un duo sur le titre Quatre saisons.
Entre 1992 et 1995, il participe à la tournée de France Gall qu'elle assume seule pour l'album Double Jeu, puisqu'il est choriste sur plusieurs titres de l'album studio, mais aussi aux tournées de Francis Lalanne et des Enfoirés[pas clair].
L’album Seulement humain, enregistré en Angleterre avec le batteur Simon Phillips et le bassiste Dave Bronze, suivra en 1997 avec des influences rock, soul et pop.
Durant cette période, Renaud Hantson collaborera à la batterie avec Hervé Koster (1989) et Éric Laffont (1995), dans des duos musicaux. Il s'inspire de Phil Collins, associant la technique du gated reverb et deux batteries sur scène, tandis que le batteur est également chanteur.

### Les années 2000
Après avoir été victime d'un grave accident de voiture, Renaud Hantson retrouve Luc Plamondon, dix ans après leur première rencontre, pour intégrer la troupe de Notre-Dame de Paris de 1999 à 2001. Il y endosse le rôle de Gringoire lors de la tournée française, comme doublure de Bruno Pelletier.
Dans le même temps, il compose les chansons de son album nommé Renaud Hantson, qui sort en 2002 chez Universal. Conçu pour le grand public, l'album est promu par TF1 durant ses pages musicales en début de soirée. L'album ne rencontre pas le succès escompté : Renaud Hantson dira lui-même qu'il ne s'y retrouvait pas et n'était pas satisfait du résultat.
En 2004, il interprète 6 chansons au Stade de France avant le spectacle « Big Test » de ⁣⁣Jean-Marie Bigard⁣⁣.
En 2005, il monte un projet rock parallèle baptisé Furious Zoo, par désir du contact direct avec le public en jouant dans de petites salles, clubs, bars ou festivals. Il y joue des compositions personnelles en anglais et diverses reprises qu'il réactualise avec ses musiciens.
En 2008, paraît Je couche avec moi chez XIII Bis/Sony-BMG avec les collaborations entre autres de Pierre Palmade sur plusieurs textes, mais également de Fred Kocourek, Maryline Richer ainsi que Michael Jones aux guitares blues sur la chanson qui donne son titre à l’album.
La même année, il rejoint l'association Tous en scène contre la sclérose en plaques aux côtés de Grégori Baquet, Maurane, Lena Ka, Barbara Scaff et Peter Lorne. Il reforme Satan Jokers, groupe de ses débuts, avec un nouveau personnel et enregistre l'album SJ 2009. S'ensuit une participation au festival Hellfest et un nouvel album Fetish X sorti dans la foulée, une tournée avec Patrick Rondat et l'organisation du Satan's Fest, un premier festival de heavy metal organisé par son équipe en 2010.
Parallèlement, il se consacre à son école de chant et de batterie, qu'il a fondé en 2002.
Le 2 novembre 2009, il sort son premier Best Of comprenant les deux chansons inédites Tellement de choses et Plaisir et souffrance et des extraits des comédies musicales Starmania, La Légende de Jimmy et Notre-Dame de Paris, au moment où Starmania fête ses trente ans.

### Les années 2010
En 2011, Renaud Hantson devient le parrain officiel de l'association Ensemble contre la sclérose en plaques.
Il interprète et réarrange vingt chansons extraites de comédies musicales françaises et anglo-saxonnes dans un album intitulé Opéra rock : Starmania, La Légende de Jimmy, Notre-Dame de Paris, Les Dix Commandements, Tommy, Le Roi lion, Cats, Flashdance… Il invite sur certains titres Cyril Paulus, Lena Ka, Pablo Villafranca, Barbara Scaff. Le Digipack contient le DVD d'un concert filmé en 2010.
En 2012, il publie son autobiographie Poudre aux yeux (sexe, drogues, show-business) chez Flammarion aux éditions Pygmalion dans laquelle il confie son addiction à la cocaïne.
En collaboration avec son thérapeute, il écrit avec son groupe Satan Jokers un album de treize chansons. Il est intitulé Addictions et un livre numérique de prévention contre les drogues validé par la Mission interministérielle de lutte contre les drogues et les conduites addictives (MILDECA).
En 2013, paraît Homme à failles (sexe et drogues et show business tome 2) aux éditions du Préau. Il sort cette même année un double album La Fissure du temps, qui est une réédition des albums Renaud Hantson de 2002 et Je couche avec moi de 2008 avec huit titres inédits composés par Philippe Cataldo, Francis Lalanne.
Cette même année, il rejoint le collectif d'artistes "Les grandes voix des comédies musicales chantent pour les enfants hospitalisés" aux côtés notamment de Fabienne Thibeault, Mikelangelo Loconte et Lââm pour le single Un faux départ.
En novembre 2013, sort son 9e album studio Tout recommencer pour lequel sont réalisés les vidéoclips Poudre aux yeux, Un pas vers le ciel (offert à l'association Ensemble contre la SEP), Et bien dansez maintenant, Comme un homme qui se noie, Tout recommencer, Pour que tu sois là, Amour agonie, Teenage Dream (reprise de Katy Perry).
En 2014, sort Sex opéra dernier album du triptyque réalisé par Satan Jokers avec le docteur Laurent Karila.
En mars 2015, paraît à la fois un quadruple album Live ! (trois CD et un DVD) et son premier roman Rock Star (48 heures d'une vie rêvée) aux éditions Les Belles Lettres dont il décline l'histoire pour un double album-spectacle musical.
En 2016, Renaud entame une série de concerts en hommage à Michel Berger à Paris, en province et en Israël.
En 2017, sort l'album Rock Star, un opéra rock adapté de son roman Rock Star (48 heures d’une vie rêvée). Y participent : Laurent Bàn, Sarah Jad, Jessy Roussel, Anne Chenet, Thierry Gondet, Pablo Villafranca, Charlotte Grenat, Alex Ryder et Gérald Dahan.
2018 voit la sortie de deux albums : un best of avec un orchestre symphonique dirigé par Florent Gauthier pour Satan Jokers Symphönïk Kömmandöh et un nouvel album de 17 titres intitulé Permanent Neurotic Beginner pour Furious Zoo.
Fin 2018, Renaud Hantson se lance dans un marathon live bimensuel d’une durée de cinq heures, avec le projet Rock Legend, reprenant les plus grands standards du rock accompagné de ses amis et musiciens Pascal Mulot à la basse, le guitariste Alain Muelle et le batteur Jérôme Villefranque également manager de La Guinness Tavern, temple parisien et un des derniers bastions du rock en Île-de-France qui accueille cette formation.
2019 voit la parution d'un double album Live de Renaud Hantson en hommage à Michel Berger, incluant un DVD de plus de deux heures.

### Les années 2020
En 2020, sort son 16e album solo Tatoués à jamais pour lequel est réalisé les vidéoclips Sans voir les nuages , L'Évidence, Tout et rien, Sex, Avance et 12 Étapes.

### Vie privée
Le 26 juin 2020 Renaud Hantson épouse Floriane Bernal, sa choriste, après sept ans de vie commune.

## Discographie

### Albums en solo
(mars 2015).

### Collaborations
Renaud Hantson a joué de la batterie sur le titre Le Nouveau Monde de William Sheller, dans l'album Univers. Il fait partie des chœurs de l'album Double Jeu de Michel Berger et France Gall. Il a aussi collaboré avec Francis Lalanne. Jean-Jacques Goldman et France Gall ont participé respectivement à ses albums A.M.O.U.R. et Des Plaies et Des Bosses.
En 2012, Renaud produit l'album Zouille et Hantson avec le chanteur du groupe Sortilège.
En 2014, Renaud contribue à l'album Hypnotic Silence du groupe Memory of Silence sur le titre Mysterious World sur lequel il chante et signe les paroles.
En 2018, il devient le chanteur du groupe Summer storm, créé par Patrice Vigier, guitariste et luthier dont le premier album s'intitule First. Renaud Hantson y signe les mélodies et les paroles, entouré de Pascal Mulot à la basse et Aurélien Ouzoulias à la batterie tous deux membres de Satan Jokers.

## DVD
- 1988 : Starmania version intégrale
- 1993 : Les Enfoires chantent Starmania
- 1993 : Renaud Hantson en concert
- 2006 : Furious Zoo
- 2011 : Renaud Hantson a la maroquinerie inclus dans l’album Opéra Rock
- 2012 : Furious Zoo inclus dans l’album Wock N’Woll – Furioso VI
- 2013 : Satan Jokers inclus dans l’album Psychiatric
- 2015 : Renaud Hantson live jubile inclus dans l’album Live !
- 2019 : Hommage à Michel Berger - Live à Paris